# Mario Reyes
Mario Reyes (Port de Sagunt, Sagunt, 1971) és un periodista valencià. És periodista de la revista El Temps i corresponsal de Catalunya Ràdio, i havia treballat a El Punt. El 2008 va guanyar el Premi de periodisme d'investigació Ramon Barnils amb el reportatge La València de Hitler, treball exhaustiu que repassa des de la participació valenciana a la División Azul o a les fàbriques alemanyes, fins a la presència de la Gestapo a València, donada la importància tàctica del port, passant per la infiltració subliminal del discurs nazi a les pel·lícules, obres teatrals, música i els diaris valencians.